# 聯合艦隊 (電影)
聯合艦隊（れんごうかんたい）是1981年上映的日本戰爭電影，本片是戰爭片名導松林宗惠的二戰電影集大成之作，再次敘述日本「聯合艦隊」的歷史故事。
本片製作費耗資十億，當年票房得到第一名，成為1980年代電影的超級賣座片，票房收入達到32.3億日圓。

## 劇情概要
「聯合艦隊」在自日本明治維新之後，打敗了周圍的清帝國以及俄國兩大國，舉足成為世界強國，更在二次大戰中扮演著重要的角色，但是珍珠港事變之後，美國正式向日本宣戰，日本海軍陷入了前所未有的大災難，中途島之戰的失敗、瓜達爾卡納爾島之戰的失利、山本五十六之死、雷伊泰灣海戰的壯烈犧牲、大和號的沉沒...聯合艦隊在血染的大海之中覆滅了。

## 製作團隊
- 監製 ：田中友幸
- 製片 ：高井英幸
- 企劃協力 ：兒島襄、豊田穣
- 導演 ：松林宗惠
- 特技導演 ：中野昭慶
- 編劇 ：須崎勝彌
- 音樂 ：服部克久、谷村新司
  - 演奏 ：新日本フィルハーモニー交響楽団
  - 主題歌 ：谷村新司 『群青』

- (本篇)
  - 攝影 ：加藤雄大
  - 美術 ：阿久根厳
  - 照明 ：小島真二
  - 錄音 ：矢野口文雄
  - 剪輯 ：黒岩義民
  - スチル ：橋山直己
  - 導演助手 ：今村一平、橋本幸治
  - 製作擔當 ：森知貴秀
  - 效果 ：東宝效果集團
  - 整音 ：東宝録音センター
  - 現像 ：東寶現像所
  - 資料提供 ：　NHK、東京12チャンネル
  - 協力 ：　極東コンチネンタル株式会社（森幹生）

- （特撮/特殊技術）
  - 攝影 ：鶴見孝夫
  - 光學攝影 ：宮西武史
  - 美術 ：井上泰幸
  - 照明 ：森本正邦
  - 操演 ：松本光司
  - 特殊効果 ：渡辺忠昭
  - スチール ：中尾孝
  - 作畫 ：塚田猛昭、石井義雄
  - 導演助手 ：淺田英一
  - 攝影助手 ：櫻井景一
  - 特殊効果助手 ：久米攻
  - 製作擔當者 ：柳沼延之

## 演員
- 山本五十六：小林桂樹
- 南雲忠一：金子信雄
- 宇垣纏：高橋幸治
- 永野修身：小沢栄太郎
- 草鹿龍之介：三橋達也
- 及川古志郎：藤田進
- 小澤治三郎：丹波哲郎
- 下田久夫飛行長：平田昭彥
- 貝塚武男：神山繁
- 豐田副武：田崎潤
- 栗田健男：安部徹
- 有賀幸作：中谷一郎
- 工藤飛曹長：佐藤允
- 本鄉英一：永島敏行
- 本鄉真二：金田賢一
- 本鄉直樹：森繁久彌
- 本鄉歌子：奈良岡朋子
- 本鄉陽子：古手川祐子
- 小田切武市：財津一郎
- 小田切正人：中井貴一
- 小田切照代：友里千賀子
- 伊藤整一司令：鶴田浩二

## 獎項
| - 第5屆日本電影金像獎（1982年） - 「最佳新演員獎」：中井貴一 |

## 外部連結
- 互联网电影数据库（IMDb）上《聯合艦隊》的资料（英文）